# Puntate di Melevisione (terza stagione)
La terza stagione di Melevisione venne trasmessa su Rai 3 tra il 2000 e il 2001 ed è composta da 120 puntate, a cui si aggiungono, per un totale di 161 puntate, le 31 della rubrica "Il diario di Tonio Cartonio", che andavano in onda ogni venerdì e in cui il folletto raccontava gli avvenimenti della settimana, e le 10 puntate trasmesse nel corso dell'estate.

## Cast
| Personaggio        | Interprete                 |
| ------------------ | -------------------------- |
| Tonio Cartonio     | Danilo Bertazzi            |
| Fata Gaia          | Simona Grosso              |
| Strega Salamandra  | Roberta Triggiani          |
| Radio Gufo         | Guido Ruffa                |
| Lupo Lucio         | Guido Ruffa                |
| Principessa Odessa | Carlotta Jossetti          |
| Jolly Cembalo      | Paola Roman                |
| Gazza Rubezia      | Siddhartha Prestinari      |
| Gnoma Filla        | Elena Canone               |
| Gnomo Eco          | Enrico Dusio               |
| Orco Baleno        | Massimiliano Sbarsi        |
| Genio Abù Zazà     | Fabio Troiano              |
| Gnomo Lampo        | Lorenzo Fontana            |
| Gnoma Linfa        | Olivia Manescalchi         |
| Gnomo Ronfo        | Giancarlo Judica Cordiglia |

## Episodi
Gli episodi evidenziati in giallo sono stati inclusi ne I Classici della Melevisione. Gli episodi in azzurro appartengono alla rubrica Il diario di Tonio Cartonio.
| Nº tot. | Nº  | Titolo                         | Prima TV           | Personaggi presenti                                                                                  | Sceneggiatura     | Tema                        | Canzone                  |
| ------- | --- | ------------------------------ | ------------------ | --- | ----------------- | --------------------------- | ------------------------ |
| 1       | 1   | Il sigillo del Re              | 16 ottobre 2000    | Tonio Cartonio, Jolly Cembalo, Fata Gaia, Strega Salamandra                                          | Janna Carioli     | Inganni                     |                          |
| 2       | 2   | Compleanno a sorpresa          | 17 ottobre 2000    | Tonio Cartonio, Principessa Odessa, Strega Salamandra, Lupo Lucio                                    | Martina Forti     | Compleanni                  |                          |
| 3       | 3   | La sera che non veniva sera    | 18 ottobre 2000    | Tonio Cartonio, Lupo Lucio, Principessa Odessa, Fata Gaia                                            | Bruno Tognolini   | Tramonto                    | "Sole va' giù"           |
| 4       | 4   | La biblioteca incantata        | 19 ottobre 2000    | Tonio Cartonio, Principessa Odessa, Jolly Cembalo, Strega Salamandra                                 | Mela Cecchi       | Libri                       |                          |
| 5       |     | Diario 1                       | 20 ottobre 2000    | Tonio Cartonio                                                                                       | Janna Carioli     |                             |                          |
| 6       | 5   | Lezione al Fantabosco          | 23 ottobre 2000    | Tonio Cartonio, Principessa Odessa, Fata Gaia                                                        | Martina Forti     | Scuola                      |                          |
| 7       | 6   | Servo di due padrone           | 25 ottobre 2000    | Tonio Cartonio, Strega Salamandra, Jolly Cembalo, Gazza Rubezia                                      | Janna Carioli     | Posta                       | "Canzone della posta"    |
| 8       | 7   | Su il sipario                  | 26 ottobre 2000    | Tonio Cartonio, Principessa Odessa, Lupo Lucio, Jolly Cembalo                                        | Mela Cecchi       | Teatro                      |                          |
| 9       |     | Diario 2                       | 27 ottobre 2000    | Tonio Cartonio                                                                                       | Mela Cecchi       |                             |                          |
| 10      | 8   | Orco Baleno                    | 30 ottobre 2000    | Tonio Cartonio, Principessa Odessa, Fata Gaia, Orco Baleno                                           | Mela Cecchi       | Orchi                       |                          |
| 11      | 9   | Stella stellina                | 31 ottobre 2000    | Tonio Cartonio, Fata Gaia, Strega Salamandra, Lupo Lucio                                             | Janna Carioli     | Stelle                      | "La via lattea"          |
| 12      | 10  | Favole e cartoni               | 1 novembre 2000    | Tonio Cartonio, Principessa Odessa, Lupo Lucio, Fata Gaia                                            | Mela Cecchi       | Cartoni animati             |                          |
| 13      | 11  | Buono come il pane             | 2 novembre 2000    | Tonio Cartonio, Fata Gaia, Lupo Lucio, Orco Baleno                                                   | Martina Forti     | Pane                        |                          |
| 14      |     | Diario 3                       | 3 novembre 2000    | Tonio Cartonio                                                                                       | Janna Carioli     |                             |                          |
| 15      | 12  | Lacrime di fata                | 6 novembre 2000    | Tonio Cartonio, Strega Salamandra, Fata Gaia, Lupo Lucio                                             | Martina Forti     | Pioggia                     |                          |
| 16      | 13  | I vestiti sbagliati            | 8 novembre 2000    | Tonio Cartonio, Strega Salamandra, Jolly Cembalo, Orco Baleno                                        | Mela Cecchi       | Vestiti                     |                          |
| 17      | 14  | Vaso dolce vaso                | 9 novembre 2000    | Tonio Cartonio, Principessa Odessa, Fata Gaia, Genio Abù Zazà                                        | Bruno Tognolini   | Traslochi                   | "Di fiaba in fiaba"      |
| 18      |     | Diario 4                       | 10 novembre 2000   | Tonio Cartonio                                                                                       | Martina Forti     |                             |                          |
| 19      | 15  | Orcolfo                        | 13 novembre 2000   | Tonio Cartonio, Strega Salamandra, Jolly Cembalo, Orco Baleno                                        | Janna Carioli     | Intelligenza                |                          |
| 20      | 16  | Lezioni di magia               | 14 novembre 2000   | Tonio Cartonio, Strega Salamandra, Fata Gaia, Jolly Cembalo                                          | Venceslao Cembalo | Magia                       |                          |
| 21      | 17  | Spie!                          | 15 novembre 2000   | Tonio Cartonio, Genio Abù Zazà, Jolly Cembalo, Lupo Lucio                                            | Martina Forti     | Spie                        |                          |
| 22      | 18  | Tonio di legno                 | 16 novembre 2000   | Tonio Cartonio, Gnoma Filla, Gnomo Eco, Lupo Lucio                                                   | Mela Cecchi       | Gnomi                       | "La canzone degli gnomi" |
| 23      |     | Diario 5                       | 17 novembre 2000   | Tonio Cartonio                                                                                       | Janna Carioli     |                             |                          |
| 24      | 19  | Filtro d'amore                 | 20 novembre 2000   | Tonio Cartonio, Strega Salamandra, Genio Abù Zazà, Orco Baleno                                       | Janna Carioli     | Amore                       |                          |
| 25      | 20  | I Babafreaks                   | 21 novembre 2000   | Tonio Cartonio, Gnoma Filla, Gnomo Eco, Lupo Lucio                                                   | Mela Cecchi       | Figurine                    |                          |
| 26      | 21  | Tre contro tutti               | 22 novembre 2000   | Tonio Cartonio, Lupo Lucio, Principessa Odessa, Jolly Cembalo                                        | Janna Carioli     | Amicizia                    | "Una coccola cos'è"      |
| 27      | 22  | Il vento desiderio             | 23 novembre 2000   | Tonio Cartonio, Strega Salamandra, Gnoma Filla, Gnomo Eco                                            | Venceslao Cembalo | Desideri                    |                          |
| 28      |     | Diario 6                       | 24 novembre 2000   | Tonio Cartonio                                                                                       | Janna Carioli     |                             |                          |
| 29      | 23  | Pappa la pappa                 | 27 novembre 2000   | Tonio Cartonio, Lupo Lucio, Gnomo Eco, Gnoma Filla                                                   | Janna Carioli     | Appetito                    |                          |
| 30      | 24  | Il sapone stregato             | 28 novembre 2000   | Tonio Cartonio, Orco Baleno, Gnomo Eco, Gnoma Filla                                                  | Venceslao Cembalo | Sapone                      |                          |
| 31      | 25  | Fantafantasmi                  | 29 novembre 2000   | Tonio Cartonio, Lupo Lucio, Strega Salamandra, Fata Gaia                                             | Venceslao Cembalo | Fantasmi                    |                          |
| 32      | 26  | Il pediluvio universale        | 30 novembre 2000   | Tonio Cartonio, Strega Salamandra, Principessa Odessa, Orco Baleno                                   | Bruno Tognolini   | Piedi                       | "Piedi per aria"         |
| 33      |     | Diario 7                       | 1º dicembre 2000   | Tonio Cartonio                                                                                       | Bruno Tognolini   |                             |                          |
| 34      | 27  | Orco Nasofino                  | 4 dicembre 2000    | Tonio Cartonio, Orco Baleno, Fata Gaia, Genio Abù Zazà                                               | Martina Forti     | Odori                       |                          |
| 35      | 28  | La storia più bella            | 5 dicembre 2000    | Tonio Cartonio, Orco Baleno, Gnomo Eco, Gnoma Filla                                                  | Venceslao Cembalo | Scrittura                   |                          |
| 36      | 29  | L'eredità di Tonio             | 6 dicembre 2000    | Tonio Cartonio, Lupo Lucio, Fata Gaia, Genio Abù Zazà                                                | Mela Cecchi       | Risparmi                    | "I risparmi dei bambini" |
| 37      | 30  | La pianta da guardia           | 7 dicembre 2000    | Tonio Cartonio, Orco Baleno, Fata Gaia, Strega Salamandra                                            | Janna Carioli     | Manipolazione genetica      |                          |
| 38      |     | Diario 8                       | 8 dicembre 2000    | Tonio Cartonio                                                                                       | Venceslao Cembalo |                             |                          |
| 39      | 31  | La padrona del tempo           | 11 dicembre 2000   | Tonio Cartonio, Strega Salamandra, Principessa Odessa, Gazza Rubezia                                 | Venceslao Cembalo | Tempo                       |                          |
| 40      | 32  | I soldati del Fantabosco       | 12 dicembre 2000   | Tonio Cartonio, Jolly Cembalo, Lupo Lucio, Orco Baleno                                               | Mela Cecchi       | Guerra                      |                          |
| 41      | 33  | Appesi ad un filo              | 13 dicembre 2000   | Tonio Cartonio, Genio Abù Zazà, Strega Salamandra, Lupo Lucio                                        | Janna Carioli     | Marionette e burattini      | "Marionetta"             |
| 42      | 34  | Il talento di Fata Gaia        | 14 dicembre 2000   | Tonio Cartonio, Fata Gaia, Gnomo Eco, Gnoma Filla                                                    | Martina Forti     | Talenti                     |                          |
| 43      |     | Diario 9                       | 15 dicembre 2000   | Tonio Cartonio                                                                                       | Martina Forti     |                             |                          |
| 44      | 35  | Il castello di carta           | 18 dicembre 2000   | Tonio Cartonio, Strega Salamandra, Fata Gaia, Principessa Odessa                                     | Mela Cecchi       | Carta                       |                          |
| 45      | 36  | Un cucciolo tutto per me       | 19 dicembre 2000   | Tonio Cartonio, Lupo Lucio, Gnomo Eco, Gnoma Filla                                                   | Martina Forti     | Puericultura                |                          |
| 46      | 37  | Il ballo del Cobrillo          | 20 dicembre 2000   | Tonio Cartonio, Genio Abù Zazà, Principessa Odessa, Strega Salamandra                                | Mela Cecchi       | Danza                       | "Il ballo del cobrillo"  |
| 47      | 38  | Sassi dallo spazio             | 21 dicembre 2000   | Tonio Cartonio, Orco Baleno, Gnomo Eco, Gnoma Filla                                                  | Janna Carioli     | Sassi                       |                          |
| 48      |     | Diario 10                      | 22 dicembre 2000   | Tonio Cartonio                                                                                       | Janna Carioli     |                             |                          |
| 49      | 39  | Puntata Lunga: Un Natale da Re | 25 dicembre 2000   | Tonio Cartonio, Principessa Odessa, Gnomo Eco, Fata Gaia, Lupo Lucio, Strega Salamandra              | Mela Cecchi       | Natale Fiabe Russe          | "È Natale"               |
| 50      | 40  | Una fidanzata per l'orco       | 26 dicembre 2000   | Tonio Cartonio, Orco Baleno, Lupo Lucio, Jolly Cembalo                                               | Venceslao Cembalo | Fidanzamento Fiabe Russe    |                          |
| 51      | 41  | La grande puzza                | 27 dicembre 2000   | Tonio Cartonio, Gazza Rubezia, Gnomo Eco, Gnoma Filla                                                | Bruno Tognolini   | Urbanizzazione Fiabe Russe  |                          |
| 52      | 42  | Un futuro roseo                | 28 dicembre 2000   | Tonio Cartonio, Principessa Odessa, Fata Gaia, Gazza Rubezia                                         | Martina Forti     | Ciarlatani Fiabe Russe      |                          |
| 53      |     | Diario 11                      | 29 dicembre 2000   | Tonio Cartonio                                                                                       | Janna Carioli     | Fiabe Russe                 |                          |
| 54      | 43  | Il filo delle promesse         | 1 gennaio 2001     | Tonio Cartonio, Jolly Cembalo, Lupo Lucio, Principessa Odessa                                        | Mela Cecchi       | Anno nuovo Fiabe Russe      |                          |
| 55      | 44  | Bentornati, uccelli di fiaba   | 2 gennaio 2001     | Tonio Cartonio, Gnoma Filla, Gnomo Eco, Principessa Odessa                                           | Venceslao Cembalo | Migrazioni                  |                          |
| 56      | 45  | Fuga dal castello              | 3 gennaio 2001     | Tonio Cartonio, Gnoma Filla, Gnomo Eco, Principessa Odessa                                           | Janna Carioli     | Fuga da casa                | "Sarai bello tu!"        |
| 57      | 46  | Chi la fa l'aspetti            | 4 gennaio 2001     | Tonio Cartonio, Jolly Cembalo, Lupo Lucio, Orco Baleno                                               | Janna Carioli     | Scherzi                     |                          |
| 58      |     | Diario 12                      | 5 gennaio 2001     | Tonio Cartonio                                                                                       | Bruno Tognolini   |                             |                          |
| 59      | 47  | La fiabola magica              | 8 gennaio 2001     | Tonio Cartonio, Principessa Odessa, Gnomo Eco, Gnoma Filla                                           | Mela Cecchi       | Fiabe                       |                          |
| 60      | 48  | Tana da gioco                  | 9 gennaio 2001     | Tonio Cartonio, Genio Abù Zazà, Gnomo Eco, Gnoma Filla                                               | Janna Carioli     | Amicizia                    |                          |
| 61      | 49  | La gnoma rampicante            | 10 gennaio 2001    | Tonio Cartonio, Gnomo Eco, Gnoma Filla, Jolly Cembalo                                                | Bruno Tognolini   | Alberi                      | "Creature in piedi"      |
| 62      | 50  | Il silenzio del Fantabosco     | 11 gennaio 2001    | Tonio Cartonio, Strega Salamandra, Gnomo Eco, Gnoma Filla                                            | Martina Forti     | Rumori                      |                          |
| 63      |     | Diario 13                      | 12 gennaio 2001    | Tonio Cartonio                                                                                       | Martina Forti     |                             |                          |
| 64      | 51  | Ultime notizie dal Fantabosco  | 15 gennaio 2001    | Tonio Cartonio, Strega Salamandra, Genio Abù Zazà, Orco Baleno                                       | Martina Forti     | Stampa                      |                          |
| 65      | 52  | Il Gatto e la Volpe            | 16 gennaio 2001    | Tonio Cartonio, Lupo Lucio, Gazza Rubezia, Genio Abù Zazà                                            | Bruno Tognolini   | Pinocchio                   |                          |
| 66      | 53  | Il tesoro di Miaolomeo         | 17 gennaio 2001    | Tonio Cartonio, Fata Gaia, Gnomo Eco, Gnoma Filla                                                    | Mela Cecchi       | Antichi egizi               |                          |
| 67      | 54  | Voci in compagnia              | 18 gennaio 2001    | Tonio Cartonio, Principessa Odessa, Jolly Cembalo, Strega Salamandra                                 | Janna Carioli     | Voce                        | "Voci in compagnia"      |
| 68      |     | Diario 14                      | 19 gennaio 2001    | Tonio Cartonio                                                                                       | Bruno Tognolini   |                             |                          |
| 69      | 55  | Il regalo di Tonio             | 22 gennaio 2001    | Tonio Cartonio, Fata Gaia, Jolly Cembalo, Orco Baleno                                                | Venceslao Cembalo | Nascere                     |                          |
| 70      | 56  | Orco Re                        | 23 gennaio 2001    | Tonio Cartonio, Orco Baleno, Principessa Odessa, Jolly Cembalo                                       | Bruno Tognolini   | Regalità                    | "Ora sei un re"          |
| 71      | 57  | Il mantello di Re Quercia      | 24 gennaio 2001    | Tonio Cartonio, Principessa Odessa, Fata Gaia, Orco Baleno                                           | Martina Forti     | Stoffe                      |                          |
| 72      | 58  | Radio Gufo                     | 25 gennaio 2001    | Tonio Cartonio, Gazza Rubezia, Gnoma Filla, Gnomo Eco                                                | Janna Carioli     | Radio Gufo                  |                          |
| 73      |     | Diario 15                      | 26 gennaio 2001    | Tonio Cartonio                                                                                       | Bruno Tognolini   |                             |                          |
| 74      | 59  | Il flauto d'oro                | 29 gennaio 2001    | Tonio Cartonio, Gazza Rubezia, Gnomo Eco, Gnoma Filla                                                | Venceslao Cembalo | Strumenti musicali          |                          |
| 75      | 60  | Orchiverba                     | 30 gennaio 2001    | Tonio Cartonio, Orco Baleno, Strega Salamandra, Jolly Cembalo                                        | Janna Carioli     | Parole                      | "Le parole san giocare"  |
| 76      | 61  | La rivolta delle ombre         | 31 gennaio 2001    | Tonio Cartonio, Strega Salamandra, Lupo Lucio, Fata Gaia                                             | Martina Forti     | Ombre                       |                          |
| 77      | 62  | L'apprendista stregone         | 1 febbraio 2001    | Tonio Cartonio, Fata Gaia, Lupo Lucio, Genio Abù Zazà                                                | Venceslao Cembalo | Micro-macro                 |                          |
| 78      |     | Diario 16                      | 2º febbraio 2001   | Tonio Cartonio                                                                                       | Bruno Tognolini   |                             |                          |
| 79      | 63  | La caccia al tesoro            | 5 febbraio 2001    | Tonio Cartonio, Strega Salamandra, Gazza Rubezia, Fata Gaia                                          | Martina Forti     | Tesori                      |                          |
| 80      | 64  | Sfida nel cielo                | 6 febbraio 2001    | Tonio Cartonio, Fata Gaia, Gazza Rubezia, Strega Salamandra                                          | Venceslao Cembalo | Ali                         |                          |
| 81      | 65  | Le mele del Fantabosco         | 7 febbraio 2001    | Tonio Cartonio, Jolly Cembalo, Principessa Odessa, Orco Baleno                                       | Mela Cecchi       | Mele                        | "Una mela al giorno"     |
| 82      | 66  | I pensieri degli altri         | 8 febbraio 2001    | Tonio Cartonio, Strega Salamandra, Lupo Lucio, Genio Abù Zazà                                        | Mela Cecchi       | Pensieri                    |                          |
| 83      |     | Diario 17                      | 9 febbraio 2001    | Tonio Cartonio                                                                                       | Venceslao Cembalo |                             |                          |
| 84      | 67  | Le Olimpiadi delle Fate        | 12 febbraio 2001   | Tonio Cartonio, Fata Gaia, Gnoma Filla, Gnomo Eco                                                    | Martina Forti     | Sport                       |                          |
| 85      | 68  | L'amuleto fatato               | 13 febbraio 2001   | Tonio Cartonio, Fata Gaia, Principessa Odessa, Lupo Lucio                                            | Janna Carioli     | Fortuna                     | "La fortuna"             |
|         |     | Il Genio della pietra          | Non andata in onda | Gnoma Linfa, Gnomo Ronfo, Gnomo Lampo, Strega Salamandra                                             | Venceslao Cembalo | Futuro                      |                          |
| 86      | 69  | Specchi stregati               | 15 febbraio 2001   | Tonio Cartonio, Lupo Lucio, Strega Salamandra, Jolly Cembalo                                         | Venceslao Cembalo | Difetti                     |                          |
| 87      |     | Diario 18                      | 16 febbraio 2001   | Tonio Cartonio                                                                                       | Janna Carioli     |                             |                          |
| 88      | 70  | La gazza del pendolo           | 19 febbraio 2001   | Tonio Cartonio, Lupo Lucio, Gazza Rubezia, Principessa Odessa                                        | Martina Forti     | Orologi                     |                          |
| 89      | 71  | Il cavallo sapiente            | 20 febbraio 2001   | Tonio Cartonio, Jolly Cembalo, Gnomo Eco, Gnoma Filla                                                | Janna Carioli     | Animali fantastici          |                          |
| 90      | 72  | Il ritorno di Lampo            | 21 febbraio 2001   | Tonio Cartonio, Principessa Odessa, Gnomo Lampo, Gnomo Eco, Gnoma Filla                              | Mela Cecchi       | Ritorno di Lampo            | "Le grandi imprese"      |
| 91      | 73  | La bambola nuova               | 22 febbraio 2001   | Tonio Cartonio, Principessa Odessa, Fata Gaia, Orco Baleno                                           | Martina Forti     | Giocattoli                  |                          |
| 92      |     | Diario 19                      | 23 febbraio 2001   | Tonio Cartonio                                                                                       | Janna Carioli     |                             |                          |
| 93      | 74  | La casetta di cioccolata       | 26 febbraio 2001   | Tonio Cartonio, Lupo Lucio, Gnoma Filla, Gnomo Eco                                                   | Martina Forti     | Carnevale                   |                          |
| 94      | 75  | L'abominevole orco delle nevi  | 27 febbraio 2001   | Tonio Cartonio, Jolly Cembalo, Genio Abù Zazà, Orco Baleno                                           | Martina Forti     | Montagna                    |                          |
| 95      | 76  | La riga per terra              | 28 febbraio 2001   | Tonio Cartonio, Genio Abù Zazà, Jolly Cembalo, Strega Salamandra                                     | Janna Carioli     | Confini                     | "Linea di confine"       |
| 96      | 77  | La principessa triste          | 1º marzo 2001      | Tonio Cartonio, Principessa Odessa, Lupo Lucio, Jolly Cembalo                                        | Martina Forti     | Ridere                      |                          |
| 97      |     | Diario 20                      | 2 marzo 2001       | Tonio Cartonio                                                                                       | Martina Forti     |                             |                          |
| 98      | 78  | Perle bianche e perle nere     | 5 marzo 2001       | Tonio Cartonio, Strega Salamandra, Principessa Odessa, Genio Abu Zazà                                | Bruno Tognolini   | Perle                       |                          |
| 99      | 79  | L'oro nero                     | 6 marzo 2001       | Tonio Cartonio, Principessa Odessa, Lupo Lucio, Genio Abù Zazà                                       | Mela Cecchi       | Petrolio                    |                          |
| 100     | 80  | Il cavaliere misterioso        | 7 marzo 2001       | Tonio Cartonio, Gnomo Ronfo, Gnomo Lampo, Gnoma Filla, Gnomo Eco                                     | Janna Carioli     | Ritorno di Ronfo            | "I sogni sono caramelle" |
| 101     | 81  | In bocca al lupo!              | 8 marzo 2001       | Tonio Cartonio, Gnomo Eco, Gnoma Filla, Gnomo Lampo, Lupo Lucio                                      | Mela Cecchi       | Lupi                        |                          |
| 102     |     | Diario 21                      | 9 marzo 2001       | Lupo Lucio                                                                                           | Janna Carioli     |                             |                          |
| 103     | 82  | Il ritorno del vento ladrone   | 12 marzo 2001      | Gnomo Ronfo, Fata Gaia, Strega Salamandra, Gazza Rubezia                                             | Venceslao Cembalo | Metalli                     |                          |
| 104     | 83  | Il mercatino di Abù Zazà       | 13 marzo 2001      | Tonio Cartonio, Genio Abù Zazà, Strega Salamandra, Fata Gaia                                         | Janna Carioli     | Cose vecchie                |                          |
| 105     | 84  | Il melecomando                 | 14 marzo 2001      | Tonio Cartonio, Gnomo Eco, Gnoma Filla, Gazza Rubezia                                                | Bruno Tognolini   | Televisione                 | "Il telecomando"         |
| 106     | 85  | Il lungo viaggio di Filla      | 15 marzo 2001      | Tonio Cartonio, Gnomo Eco, Gnomo Lampo, Gnomo Ronfo, Gnoma Filla                                     | Mela Cecchi       | Viaggi                      | "Una valigia con le ali" |
| 107     |     | Diario 22                      | 16 marzo 2001      | Tonio Cartonio                                                                                       | Mela Cecchi       |                             |                          |
| 108     | 86  | I liocorni azzurri             | 19 marzo 2001      | Tonio Cartonio, Genio Abù Zazà, Orco Baleno, Gnomo Eco                                               | Venceslao Cembalo | Versi degli animali         |                          |
| 109     | 87  | Uno strano progetto            | 20 marzo 2001      | Tonio Cartonio, Fata Gaia, Orco Baleno, Jolly Cembalo                                                | Mela Cecchi       | Pubblicità                  |                          |
| 110     | 88  | La parola zitta                | 21 marzo 2001      | Tonio Cartonio, Gnomo Ronfo, Gnomo Lampo, Gnoma Linfa, Principessa Odessa                            | Bruno Tognolini   | Ritorno di Linfa            | "La vera primavera"      |
| 111     | 89  | Il Gigante Striccafolletti     | 22 marzo 2001      | Tonio Cartonio, Genio Abù Zazà, Gnomo Eco, Jolly Cembalo                                             | Bruno Tognolini   | Lotta                       |                          |
| 112     |     | Diario 23                      | 23 marzo 2001      | Tonio Cartonio                                                                                       | Martina Forti     |                             |                          |
| 113     | 90  | L'unguento miracoloso          | 26 marzo 2001      | Tonio Cartonio, Fata Gaia, Genio Abù Zazà, Orco Baleno                                               | Janna Carioli     | Creme di bellezza           |                          |
| 114     | 91  | Spezzatino di Lupo             | 27 marzo 2001      | Tonio Cartonio, Lupo Lucio, Gnomo Lampo, Gnomo Ronfo, Gnoma Linfa                                    | Martina Forti     | Catena alimentare           |                          |
| 115     | 92  | Il giglio nero                 | 28 marzo 2001      | Gnomo Eco, Strega Salamandra, Principessa Odessa, Fata Gaia                                          | Janna Carioli     | Invidia                     | "Verdinvidia"            |
| 116     | 93  | L'uovo magico                  | 29 marzo 2001      | Tonio Cartonio, Strega Salamandra, Lupo Lucio, Jolly Cembalo                                         | Martina Forti     | Uova                        |                          |
| 117     |     | Diario 24                      | 30 marzo 2001      | Tonio Cartonio                                                                                       | Mela Cecchi       |                             |                          |
| 118     | 94  | Il tappeto volante             | 2 aprile 2001      | Tonio Cartonio, Jolly Cembalo, Orco Baleno, Gnomo Eco                                                | Janna Carioli     | Udito                       |                          |
| 119     | 95  | Il nipote del Re               | 3 aprile 2001      | Tonio Cartonio, Lupo Lucio, Genio Abù Zazà, Jolly Cembalo                                            | Mela Cecchi       | Bambini                     |                          |
| 120     | 96  | La spaventaprincipi            | 4 aprile 2001      | Tonio Cartonio, Strega Salamandra, Principessa Odessa, Gnomo Eco                                     | Bruno Tognolini   | Antipatia                   | "Strega!"                |
| 121     | 97  | Gli occhiali perduti           | 5 aprile 2001      | Tonio Cartonio, Gnomo Eco, Principessa Odessa, Genio Abù Zazà                                        | Martina Forti     | Occhiali                    |                          |
| 122     |     | Diario 25                      | 6 aprile 2001      | Tonio Cartonio                                                                                       | Mela Cecchi       |                             |                          |
| 123     | 98  | Furto al castello              | 9 aprile 2001      | Tonio Cartonio, Gnomo Lampo, Gnoma Linfa, Gnomo Ronfo, Genio Abù Zazà                                | Venceslao Cembalo | Cinema                      |                          |
| 124     | 99  | Un amico per Cobrillo          | 10 aprile 2001     | Tonio Cartonio, Genio Abù Zazà, Lupo Lucio, Fata Gaia                                                | Mela Cecchi       | Serpenti                    |                          |
| 125     | 100 | L'arte del riso                | 11 aprile 2001     | Tonio, Jolly Cembalo, Gnoma Linfa, Gnomo Ronfo, Gnomo Lampo                                          | Janna Carioli     | Partenza di Jolly Cembalo   |                          |
| 126     | 101 | Brodo di nonna                 | 12 aprile 2001     | Tonio Cartonio, Gnomo Lampo, Gnoma Linfa, Gnomo Ronfo, Lupo Lucio                                    | Mela Cecchi       | Nonni                       | "Canzone dei nonni"      |
| 127     |     | Diario 26                      | 13 aprile 2001     | Tonio Cartonio                                                                                       | Martina Forti     |                             |                          |
| 128     | 102 | La sfida della Principessa     | 16 aprile 2001     | Tonio Cartonio, Principessa Odessa, Gnomo Lampo, Gnoma Linfa, Gnomo Ronfo                            | Martina Forti     | Gite                        |                          |
| 129     | 103 | Sciupapalline                  | 17 aprile 2001     | Tonio Cartonio, Genio Abù Zazà, Gnomo Lampo, Gnomo Ronfo, Gnoma Linfa                                | Bruno Tognolini   | Sputapallin                 | "I ballerini delle dita" |
| 130     | 104 | La Fenice                      | 18 aprile 2001     | Tonio Cartonio, Strega Salamandra, Lupo Lucio, Gazza Rubezia                                         | Janna Carioli     | Uccelli                     |                          |
| 131     | 105 | Mal di pancia torcibudella     | 19 aprile 2001     | Tonio Cartonio, Gazza Rubezia, Orco Baleno, Fata Gaia                                                | Mela Cecchi       | Indigestione                |                          |
| 132     |     | Diario 27                      | 20 aprile 2001     | Tonio Cartonio                                                                                       | Venceslao Cembalo |                             |                          |
| 133     | 106 | L'uccellino arcobaleno         | 23 aprile 2001     | Tonio Cartonio, Lupo Lucio, Fata Gaia, Gnomo Eco                                                     | Venceslao Cembalo | Animali in via d'estinzione |                          |
| 134     | 107 | Tanti auguri a te              | 24 aprile 2001     | Tonio Cartonio, Principessa Odessa, Gnomo Eco, Orco Baleno, Lupo Lucio, Strega Salamandra, Fata Gaia | Janna Carioli     | Compleanni                  | "Festa di compleanno"    |
| 135     | 108 | Il canto delle sirene          | 25 aprile 2001     | Tonio Cartonio, Strega Salamandra, Gnomo Eco, Orco Baleno                                            | Martina Forti     | Sirene                      |                          |
| 136     | 109 | Buoni e cattivi                | 26 aprile 2001     | Tonio Cartonio, Principessa Odessa, Strega Salamandra, Fata Gaia                                     | Martina Forti     | Buoni e cattivi             |                          |
| 137     |     | Diario 28                      | 27 aprile 2001     | Tonio Cartonio                                                                                       | Mela Cecchi       |                             |                          |
| 138     | 110 | Brrr, che schifo!              | 30 aprile 2001     | Tonio Cartonio, Strega Salamandra, Gnomo Lampo, Gnomo Eco, Gnoma Linfa                               | Janna Carioli     | Ribrezzo                    |                          |
| 139     | 111 | La macchina del tempo          | 1º maggio 2001     | Tonio Cartonio, Strega Salamandra, Gnoma Linfa, Gnomo Lampo, Gnomo Ronfo                             | Martina Forti     | Via nel tempo               |                          |
| 140     | 112 | Piccole magie                  | 2 maggio 2001      | Tonio Cartonio, Gnomo Eco, Fata Gaia, Strega Salamandra                                              | Janna Carioli     | Magie e scherzi             |                          |
| 141     | 113 | Un papà senza corona           | 3 maggio 2001      | Tonio Cartonio, Principessa Odessa, Strega Salamandra, Orco Baleno                                   | Mela Cecchi       | Il papà                     | "Un papà senza corona"   |
| 142     |     | Diario 29                      | 4 maggio 2001      | Tonio Cartonio                                                                                       | Bruno Tognolini   |                             |                          |
| 143     | 114 | La lava miracolosa             | 7 maggio 2001      | Tonio Cartonio, Principessa Odessa, Fata Gaia, Gazza Rubezia                                         | Martina Forti     | Vulcani                     |                          |
| 144     | 115 | Gioco di squadra               | 8 maggio 2001      | Tonio Cartonio, Strega Salamandra, Orco Baleno, Gazza Rubezia                                        | Janna Carioli     | Squadra                     |                          |
| 145     | 116 | Il cappello di zio Boccavento  | 9 maggio 2001      | Tonio Cartonio, Genio Abù Zazà, Gnoma Linfa, Gnomo Ronfo, Gnomo Lampo                                | Bruno Tognolini   | Dicerie                     | "Di bocca in bocca"      |
| 146     | 117 | Tonio di mamma                 | 10 maggio 2001     | Tonio Cartonio, Strega Salamandra, Genio Abù Zazà, Orco Baleno                                       | Martina Forti     | Oggetti affettivi           |                          |
| 147     |     | Diario 30                      | 11 maggio 2001     | Tonio Cartonio                                                                                       | Mela Cecchi       |                             |                          |
| 148     | 118 | Il pirata Nerovento            | 15 maggio 2001     | Tonio Cartonio, Lupo Lucio, Gnoma Linfa, Gnomo Ronfo, Gnomo Lampo                                    | Mela Cecchi       | Pirati                      |                          |
| 149     | 119 | Il mago delle acque            | 16 maggio 2001     | Tonio Cartonio, Gnomo Eco, Strega Salamandra, Lupo Lucio                                             | Venceslao Cembalo | Acqua                       |                          |
| 150     | 120 | Maschi e femmine               | 17 maggio 2001     | Tonio Cartonio, Principessa Odessa, Gnoma Linfa, Gnomo Ronfo, Gnomo Lampo                            | Mela Cecchi       | Maschi e femmine            | "Maschi e femmine"       |
| 151     |     | Diario 31                      | 18 maggio 2001     | Tonio Cartonio                                                                                       | Venceslao Cembalo |                             |                          |

## Puntate aggiuntive
Oltre alle puntate sopra elencate, sono state realizzate alcune puntate estive "Superdiario" a tema. I titoli sono i seguenti:
| Nº | Titolo                   | Personaggi presenti                | Sceneggiatura     | Tema              |
| -- | ------------------------ | ---------------------------------- | ----------------- | ----------------- |
| 1  | In scena                 | Tonio Cartonio, Lupo Lucio         | Janna Carioli     | Teatro            |
| 2  | Viva le vacanze          | Tonio Cartonio, Genio Abù Zazà     | Mela Cecchi       | Viaggio           |
| 3  | La Fata Forestale        | Tonio Cartonio, Fata Gaia          | Bruno Tognolini   | Natura            |
| 4  | Un lavoro per Eco        | Tonio Cartonio, Gnomo Eco          | Martina Forti     | Storia Fantabosco |
| 5  | Un premio meritato       | Tonio Cartonio, Fata Gaia          | Venceslao Cembalo | Magie             |
| 6  | Una pizza da Orchi       | Tonio Cartonio, Orco Baleno        | Mela Cecchi       | Cibo              |
| 7  | Libri di strega          | Tonio Cartonio, Strega Salamandra  | Janna Carioli     | Libri magici      |
| 8  | Bella come Odessa        | Tonio Cartonio, Principessa Odessa | Martina Forti     | Bellezza          |
| 9  | Il Genio di prima        | Tonio Cartonio, Genio Abù Zazà     | Bruno Tognolini   | Genio             |
| 10 | Il più buono dei cattivi | Tonio Cartonio, Lupo Lucio         | Venceslao Cembalo | Travestimenti     |